# Putterlickia saxatilis
Putterlickia saxatilis är en benvedsväxtart som först beskrevs av Burch., och fick sitt nu gällande namn av M. Jordaan. Putterlickia saxatilis ingår i släktet Putterlickia och familjen Celastraceae. Inga underarter finns listade.